# یخچال بندرآباد
یخچال بندر آباد مربوط به دوره قاجار است و در شهرستان صدوق، روستای بندر آباد واقع شده و این اثر در تاریخ ۹ اردیبهشت ۱۳۸۲ با شمارهٔ ثبت ۸۵۵۹ به‌عنوان یکی از آثار ملی ایران به ثبت رسیده است.